# タイタンの逆襲
『タイタンの逆襲』（タイタンのぎゃくしゅう、原題: Wrath of the Titans）は、2012年のアメリカ合衆国のファンタジーアクション映画。監督はジョナサン・リーベスマン、出演はサム・ワーシントン、リーアム・ニーソン、レイフ・ファインズなど。2010年のリメイク映画『タイタンの戦い』の続編である。

## ストーリー
前作『タイタンの戦い』の後、亡き妻イオの忘れ形見の息子ヘレイオスと穏やかな漁師の生活を営むペルセウスの元に父ゼウスが現れ、冥府の迷宮タルタロスの壁が崩壊し、魔物たちが現世へあふれ出し世界に危機が迫っていると告げる。人間の祈りからパワーを得ている神々は、崇拝を失って消滅の危機を迎えており、ゼウスはペルセウスの人間としての強さをみこんで助力を請うが、ペルセウスは息子との暮らしを守るため追い返してしまう。
ゼウスは、タルタロスの修復のため、冥界の王である兄ハデスの元を訪れるが、裏切りにあい冥府の虜囚となってしまう。ハデスの目的は、かつて世界を統べたが滅ぼされた巨神(タイタン)であるクロノスの復活だった。完全に開いた冥府より現れた怪物キメラに、息子と住む村を襲われたペルセウスは、神の血を引く半神として戦いに挑む覚悟を決め、ペガサスに乗って出撃する。
アンドロメダ女王が率いる人間軍の陣地に到着したペルセウスは、そこでポセイドンの息子である半神のアゲノールと出合い、アンドロメダと三人で船で出港した。目的地は鍛冶の神ヘパイストスの住むケール島。ケール島で数々の試練をかい潜り、ゼウスが囚われているタルタロスの中心へ赴くための地図を得るペルセウスたち。
複雑な迷宮を抜けてタルタロスに到着するペルセウスたち。タルタロスでは、クロノスの側についた軍神アレスがハデスを倒して権力を奪おうとしていた。その隙にゼウスを救ったペルセウスは、ハデスの槍を奪い、冥府から脱出した。
人間軍の陣地に帰り着いたが、満身創痍のゼウスは、クロノスを倒す唯一の手段が3本の槍であることをペルセウスに伝授した。ポセイドンの槍とハデスの槍は得ているが、残るゼウスの槍はアレスに奪われていた。3本の槍を合わせる為に、アレスと闘うペルセウス。人間軍も姿を表した巨大なクロノスと果敢に戦った。
ペルセウスの息子ヘレイオスを連れて来て、目の前でペルセウスを倒そうとするアレス。からくも勝利したペルセウスは3本の槍を合わせて神器を完成させ、ゼウスも回心したハデスと力を合わせて、強大なクロノスを打ち負かした。

## キャスト
※括弧内は日本語吹き替え
- ペルセウス - サム・ワーシントン（藤真秀）
- ゼウス - リーアム・ニーソン（津嘉山正種）
- ハデス - レイフ・ファインズ（土師孝也）
- アレス - エドガー・ラミレス（土田大）
- アゲノール - トビー・ケベル（落合弘治）
- アンドロメダ - ロザムンド・パイク（林真里花）
- ヘパイストス - ビル・ナイ（大塚周夫）
- ポセイドン - ダニー・ヒューストン（辻親八）
- ヘレイオス - ジョン・ベル（英語版）（石田嘉代）
- コリーナ - リリー・ジェームズ（中嶋ヒロ）
- マンティウス - アレハンドロ・ナランホ（木村雅史）
- アポロン - フレディー・ドラブル
- アテナ - キャスリン・カーペンター
- クレア - シニード・キューザック（久保田民絵）
- セロン - アシエル・マカザガ（長島真祐）
- ミノタウロス - スペンサー・ウィルディング（英語版）
- サイクロプス - マーティン・ベイフィールド（英語版）
- その他の日本語吹き替え - 栗津貴嗣/佐々木啓夫/小田柿悠太/田尻浩章/下妻由幸/土屋大輔/寺島惇太/市村勇樹/沼尾幸作

## ソフト化
日本ではワーナー・ブラザース ホームエンターテイメントよりブルーレイ、DVDが発売された。
- 【初回限定生産】タイタンの逆襲 ブルーレイ&DVDセット（2枚組、2012年8月16日発売）
- 【初回限定生産】タイタンの逆襲 3D&2D ブルーレイセット（2枚組、2012年8月16日発売）
- 【初回限定生産】タイタンの戦い&タイタンの逆襲 ブルーレイ・ツインパック（2枚組、2012年8月16日発売）
- 【完全数量限定生産】タイタンの逆襲 ブルーレイ スチールブック仕様（1枚組、2012年8月16日発売）

## テレビ放送
| 回数 | テレビ局   | 番組名（放送枠名） | 放送日        | 放送時間      | 放送分数 | 形態   | 視聴率 |
| ---- | ---------- | ------------------ | ------------- | ------------- | -------- | ------ | ------ |
| 1    | 日本テレビ | 映画天国           | 2015年6月8日  | 25:59 - 27:58 | 119分    | 字幕版 | 1.6%   |
| 2    | テレビ東京 | 午後のロードショー | 2018年9月14日 | 13:35 - 15:40 | 125分    | 吹替版 |        |

- 視聴率はビデオリサーチ調べ、関東地区・世帯・リアルタイム。

## 作品の評価
Rotten Tomatoesによれば、批評家の一致した見解は「3D効果は前作よりも改善されているが、その他のほぼすべての点において、『タイタンの逆襲』は、シリーズ1作目の陳腐な演技、ぎこちない台詞、混沌としたプロットを改善できていない」であり、174件の評論のうち高評価は26%にあたる46件で、平均点は10点満点中4.5点となっている。
Metacriticによれば、32件の評論のうち、高評価は4件、賛否混在は18件、低評価は10件で、平均点は100点満点中37点となっている。